# Albert Gottschalk

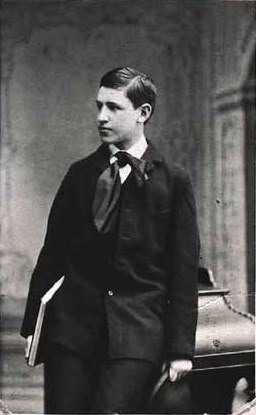
Albert Gottschalk

Albert Gottschalk (3 de julio de 1866 - 13 de febrero de 1906) fue un pintor danés. 

## Vida y arte
Gottschalk nació en Stege en 1866, pero se mudó luego a Copenhague. Estaba fuertemente unido a los poetas Johannes Jørgensen, Viggo stuckenberg y Sophus Claussen, tanto personal como artísticamente.
Gottschalk hizo su aprendizaje con Peder Severin Krøyer, quien fue una fuente importante de inspiración para él. Además estaba inspirado por el arte francés.
Era ambicioso, técnicamente hábil y trabajaba mucho tiempo con los motivos antes de llevarlos a la tela. También ocupaba mucho tiempo en buscar inspiración, que hallaba conduciendo por bicicleta en Dinamarca, especialmente alrededor de Copenhague. 
La realización en sí misma de las obras tiene a menudo un carácter de bosquejo, lo que en su tiempo no era bien visto, aunque que luego ha sido reconocido como más perdurable y animado que otros estilos de su época.

### Obras de Gottschalk se pueden ver en
- Statens Museum for Kunst, Copenhague
- Den Hirsprungske Samling, Copenhague